# Edson Astivia
Rafael Edson Astivia Hernández (ur. 9 kwietnia 1975 w mieście Meksyk) – były meksykański piłkarz występujący najczęściej na pozycji prawego obrońcy.